# The Balcony (Album)
The Balcony ist das Debütalbum der walisischen Indie-Rock-Band Catfish and the Bottlemen. Es wurde im September 2014 veröffentlicht und erreichte Platz zehn der britischen Albumcharts. Auch in den USA und in Australien konnte es sich in den Charts platzieren.

## Titelliste
Die Texte zu den Songs wurden alle von Frontmann und Sänger Van McCann geschrieben.
| #  | Titel      | Autor(en)  | Produzent(en)             | Länge |
| -- | ---------- | ---------- | ------------------------- | ----- |
| 1  | Homesick   | Van McCann | Catfish and the Bottlemen | 2:28  |
| 2  | Kathleen   | Van McCann | Catfish and the Bottlemen | 2:41  |
| 3  | Cocoon     | Van McCann | Catfish and the Bottlemen | 3:57  |
| 4  | Fallout    | Van McCann | Catfish and the Bottlemen | 3:30  |
| 5  | Pacifier   | Van McCann | Catfish and the Bottlemen | 3:58  |
| 6  | Hourglass  | Van McCann | Catfish and the Bottlemen | 2:18  |
| 7  | Business   | Van McCann | Catfish and the Bottlemen | 3:42  |
| 8  | 26         | Van McCann | Catfish and the Bottlemen | 3:39  |
| 9  | Rango      | Van McCann | Catfish and the Bottlemen | 2:58  |
| 10 | Sidewinder | Van McCann | Catfish and the Bottlemen | 3:27  |
| 11 | Tyrants    | Van McCann | Catfish and the Bottlemen | 4:39  |

## Chartplatzierungen
| Jahr | Titel       | Höchstplatzierung, Gesamtwochen, AuszeichnungChartplatzierungen (Jahr, Titel, Platzierungen, Wochen, Auszeichnungen, Anmerkungen) | Höchstplatzierung, Gesamtwochen, AuszeichnungChartplatzierungen (Jahr, Titel, Platzierungen, Wochen, Auszeichnungen, Anmerkungen) | Anmerkungen                              |
| Jahr | Titel       | UK | US | Anmerkungen                              |
| ---- | ----------- | --- | --- | ---------------------------------------- |
| 2014 | The Balcony | UK10 Platin · (153 Wo.)UK | US121 (1 Wo.)US | Erstveröffentlichung: 15. September 2014 |

## Rezensionen
Das Album wurde insgesamt durchschnittlich bewertet und sehr unterschiedlich aufgenommen. So erhielt es auf metacritic.com 52 von 100 möglichen Punkten von den Kritikern, basierend auf sechs Bewertungen. Die Userbewertungen fallen mit 7,1 von 10 Punkten besser aus.
Scott Kerr von AllMusic lobte die Mischung aus poppigem Sound und hymnenartigen Refrains bei gleichzeitig vorhandenem Garage-Rock-Style. Dabei bezeichnete er jedoch die Texte als teilweise grob. Er vergab 3,5 von 5 Sternen.
Kritischer sah das Album Harriet Gibsone von The Guardian. Sie kritisiert die in den Texten zum Ausdruck kommende Plumpheit und fehlende Eleganz. Sie sprach dem Album allerdings Lebendigkeit und Energiereichtum zu, außerdem sei es hochwertig produziert. Das Album bekam 2 von 5 Sternen.

## Sonstiges
Eine bearbeitete Version des Songs Cocoon war im Soundtrack des Videospiels FIFA 15 zu hören. Im Musikvideo zu Hourglass wirkte der schottische Schauspieler Ewan McGregor neben Van McCann als Hauptdarsteller mit.